# 岑鵬
岑鵬，字搏霄，浙江明州府慈谿縣人，明朝政治人物、進士出身。
洪武四年，會試一百零八名，登進士三甲，授太原府徐溝縣縣丞。